# Caparde (Republika Serbska)
Caparde (cyr. Цапарде) – wieś w Bośni i Hercegowinie, w Republice Serbskiej, w gminie Osmaci. W 2013 roku liczyła 909 mieszkańców.